# Symplecta laevis
Symplecta laevis là một loài ruồi trong họ Limoniidae. Chúng phân bố ở miền Tân bắc.